# Raïon de Chklow
Le raïon de Chklow (en biélorusse : Шклоўскі раён, Chklowski raïon) ou raïon de Chklov (en russe : Шкловский район, Chklovski raïon) est une subdivision de la voblast de Moguilev, en Biélorussie. Son centre administratif est la ville de Chklow.

## Géographie
Le raïon couvre une superficie de 1 334,17 km2, dans le nord de la voblast. Le raïon de Chklow est limité au nord par le raïon de Moguilev, à l'est par le raïon de Tchavoussy et le raïon de Slawharad, au sud par la voblast de Homiel (raïon de Rahatchow) et à l'ouest par le raïon de Kirawsk et le raïon de Klitchaw.

## Histoire
Le raïon de Chklow a été créé le 17 juillet 1924.

## Population

### Démographie
Les résultats des recensements de la population (*) du raïon de Chklow font apparaître une baisse continue de la population depuis 1959. Ce déclin s'est accéléré au cours des premières années du XXIe siècle :
| 1959*  | 1970*  | 1979*  | 1989*  | 1999*  | 2009*  |
| ------ | ------ | ------ | ------ | ------ | ------ |
| 60 362 | 52 414 | 44 967 | 40 635 | 39 165 | 30 802 |

### Nationalités
Selon les résultats du recensement de 2009, la population du raïon se composait de deux nationalités principales :
- 93,97 % de Biélorusses ;
- 4,44 % de Russes.

### Langues
En 2009, la langue maternelle était le biélorusse pour 75,31 % des habitants du raïon de Chklow et le russe pour 23,22 %. Le biélorusse était parlé à la maison par 34,2 % de la population et le russe par 69,09 %.